# 黒田長知
黒田 長知（くろだ ながとも）は、明治時代の大名、華族。筑前国福岡藩第12代（最後）藩主を経て、初代知藩事。

## 生涯
天保9年12月19日（1839年2月2日）、伊勢国津藩藩主・藤堂高猷の二男として、江戸柳原藤堂藩邸にて生まれる。母は橋本氏（妙貞院。橋本清娯の娘）。幼名は健若。のち高望と名乗る。
嘉永元年（1848年）11月21日、第11代福岡藩主・黒田斉溥の養子となり、長知と改名し、同2年（1849年）2月、官兵衛と称す。
嘉永5年（1852年）11月15日、将軍徳川家慶に御目見得する。同年12月19日、家慶の前で元服、松平姓と家慶の偏諱を与えられ松平慶賛と名乗った。また、下野守従四位下侍従に叙任される。
幕末期の動乱の中では、親長州藩的な人物で、禁門の変などにおける長州藩の苦境に際し、朝廷や幕府に対して長州藩の赦免を求めている。鳥羽伏見の戦い後の明治元年1月27日に徳川宗家が朝敵となると父とともに松平姓を廃棄し、官軍に参加した。その戦功により明治2年に1万石の賞典禄を下賜された。
明治2年（1869年）2月5日、斉溥（改め長溥）の隠居により家督を継ぎ、同年6月の版籍奉還により知藩事となった。この頃に名を長知と改めている。
明治4年（1871年7月2日）、当主となった2年後、戊辰戦争出兵による財政難から藩当局が太政官札・二分金などを贋造して北海道で物資買い付けを行っていたことが発覚した（太政官札贋造事件）。この責任により知藩事を罷免・閉門処分となった。後任の知藩事には、長男の長成ではなく有栖川宮熾仁親王が就任したが、廃藩置県まで12日という短さであった。同年、東京へ移住するため、8月13日に家族とともに福岡を出帆した。港では大勢の藩士や領民が別れを惜しんだ。9月3日、一家は中屋敷であった赤坂邸に到着した（桜田の上屋敷は新政府に献じたため）。同年11月12日（1871年12月23日）、養父長博の勧めもあり、元藩士の金子堅太郎や團琢磨らを従えて、岩倉使節団の海外留学生として欧州・米国に渡り、見聞を広げた。ボストンではアーネスト・フェノロサとの交流もあり、日本の美術や芸術について意見交換している記録の手紙が東京芸術大学に残る。また、留学した際の若き日の黒田長知の写真が保管されている。ハーバード大学を卒業し、日本に帰国した。
明治11年（1878年）12月28日に隠居し、長男の長成が家督を相続したが、まだ養父の長溥も健在であった。明治17年（1884年）に号を如淵と称し、元々文学肌であったため、書や文学、絵、囲碁、将棋などを嗜み、井上文雄・本居豊穎の門人になり数々の書を残す。若い頃に儒学を佐藤一斎から、書を市川米庵に学んでいる。また能楽を大変好み、同じく能好きで知られた実兄の藤堂高潔と共に、幕末以来困窮していた多くの能楽師たちを援助した。中でも旧福岡藩お抱えの観世流や喜多流能楽師シテ方の梅津只圓（娘、千代子は福岡藩士で気象学者の野中到夫人）や、その家元の十四世喜多六平太を重用し、自らも能を舞い謡った。六平太と「女流棋士の母」と呼ばれた夫人、喜多文子との結婚も仲介している。
長知は教育にも熱心であり、現在の東京都文京区にあった小日向の黒田家別邸に、尋常小学校「黒田尋常小学校」を自費で東京府に寄付し、開校している。のちに人口減少のために廃校。学校の建物は明治時代の貴重な建築で保存運動など反対運動もあったが取り壊され、現在跡地には文京区の福祉センターが建設されている。
また、先祖の黒田長政が関ヶ原の戦いの折に必勝祈願し兜の中に入れて参戦したと言われる黒田家の守護秘仏、毘沙門天立像を京都建仁寺塔頭、両足院に寄進している。
明治35年（1902年）1月7日、東京・黒田家赤坂本邸にて薨去した。享年64。同日、正二位を贈られた。墓所は青山霊園黒田家墓所にある。

## 栄典
位階
- 1900年（明治33年）6月20日 - 従二位[6]

勲章等
- 1892年（明治25年）4月28日 - 日本赤十字社特別社員章[7]

## 系譜
- 父：藤堂高猷
- 母：妙貞院 - 橋本清娯の娘
- 養父：黒田長溥
- 正室：豊子、香台院 - 松平定和の長女
- 側室：隅田氏
  - 長男：黒田長成 - 侯爵、黒田本家後嗣。
- 側室：田代園子[8]
  - 四男：黒田長和 - 男爵、旧直方藩黒田家を再興、分家当主。
  - 二女：黒田禎子 - 旧佐賀藩藩主鍋島家侯爵鍋島直映夫人。
- 側室：岩谷氏
  - 五男：黒田長敬 - 子爵、旧秋月藩黒田家当主黒田長徳の養子。
- 側室：中村氏
- 側室：大宮氏
- 側室：坂倉氏